# Wizards of Waverly Place
Wizards of Waverly Place is een Amerikaanse tienersitcom, die op 12 oktober 2007 in première ging op Disney Channel. De serie telt vier seizoenen. In Nederland werden vanaf 3 oktober 2009 en in Vlaanderen vanaf 1 november 2009 zowel de originele versie als de Nederlandstalig nagesynchroniseerde versie uitgezonden.
De laatste aflevering van Wizards of Waverly Place werd in de Verenigde Staten op 6 januari 2012 uitgezonden. In Vlaanderen/Nederland was de laatste aflevering in de herfst van 2012 op televisie. In 2013 volgde wel nog een één-uur durende televisiespecial The Wizards Return: Alex vs. Alex.

## Verhaal
De serie draait om Alex Russo, haar oudere broer Justin en hun jongere broer Max. Ze lijken drie normale mensen, maar in werkelijkheid zijn ze tovenaars. Ze hebben hun magische krachten van hun vader, die zelf ooit ook een tovenaar was maar zijn magie vrijwillig opgaf omdat hij graag wilde trouwen met een niet magisch mens (iets wat eigenlijk verboden is).
Alex komt vaak in de problemen omdat ze haar magie ongecontroleerd gebruikt. Daarmee leert ze wel belangrijke lessen. De drie magiërs weten dat er maar één magiër per generatie mag bestaan. Zodra ze ouder zijn, zullen ze het tegen elkaar moeten opnemen om te bepalen wie zijn krachten mag houden als volwassene. Die wordt dan de familietovenaar.

## Afleveringen
| Seizoen | Afleveringen | Origineel         | Origineel        |
| Seizoen | Afleveringen | Seizoen Première  | Seizoen Finale   |
| ------- | ------------ | ----------------- | ---------------- |
| 1       | 21           | 12 oktober 2007   | 31 augustus 2008 |
| 2       | 30           | 12 september 2008 | 21 augustus 2009 |
| Film    | Film         | 28 augustus 2009  | 28 augustus 2009 |
| 3       | 28           | 9 oktober 2009    | 15 oktober 2010  |
| 4       | 27           | 12 november 2010  | 6 januari 2012   |
| Special | Special      | 15 maart 2013     | 15 maart 2013    |

## Film
De Disney Channel Original Movie, gebaseerd op de serie, was 28 augustus 2009 te zien op Disney Channel. Wizards of Waverly Place: The Movie is gefilmd in Puerto Rico, Los Angeles en New York. De film had in Amerika 11,4 miljoen kijkers op de dag van de première.

## Reünie in 2013
Op 27 september 2012 verscheen er in een persbericht dat Wizards Of Waverly Place eenmalig terugkomt voor een één uur durende televisiespecial: The Wizards Return: Alex vs. Alex. De hoofdcast keerde terug, de opnames liepen in oktober en november 2012 in Amerika, maar in de reeks speelt het zich af in Italië. De special kwam uit op 15 maart 2013 op Disney Channel. Naast de hoofdrol zal Selena Gomez ook instaan als de uitvoerend producent van de film. Deze film is het definitieve slot van de reeks.

## Dvd's
| Naam                                            | Afleveringen                                                                       | Datum VS         | DVD Extras                                                              |
| ----------------------------------------------- | ---------------------------------------------------------------------------------- | ---------------- | ----------------------------------------------------------------------- |
| Wizards of Waverly Place: Wizard School         | Wizard School Part 1, Wizard School Part 2, Curb Your Dragon, Disenchanted Evening | 29 juli 2008     | Leer Alle spreuken tot nu toe                                           |
| Wizards of Waverly Place: Supernaturally Stylin | Credit Check, Smarty Pants, Beware Wolf, Graphic Novel                             | 10 februari 2009 | Kijk mee achter de schermen met de sterren en kleed je als een tovenaar |

## Wereldwijd
Wizards of Waverly Place  wordt uitgezonden bij deze zenders in de volgende landen:
| Land                         | Netwerk                             | Premièredatum    |
| ---------------------------- | ----------------------------------- | ---------------- |
| Verenigde Staten             | Disney Channel                      | 12 oktober 2007  |
| Australië                    | Disney Channel Australia            | 19 oktober 2007  |
| Nieuw-Zeeland                | Disney Channel Nieuw-Zeeland        | 19 oktober 2007  |
| Canada                       | Family Channel                      | 26 oktober 2007  |
| Verenigd Koninkrijk          | Disney Channel UK                   | 3 november 2007  |
| Nederland                    | Disney Channel Benelux & Disney XD  | 3 oktober 2009   |
| België (Vlaanderen)          | Disney Channel Benelux & Disney XD  | 1 november 2009  |
| België (Wallonië)            | Disney Channel Frankrijk & Wallonië | 22 januari 2008  |
| Frankrijk                    | Disney Channel Frankrijk & Wallonië | 22 januari 2008  |
| Frankrijk                    | NRJ12                               | 31 augustus 2009 |
| Italië                       | Disney Channel Italia               | 26 januari 2008  |
| Polen                        | Disney Channel                      | 29 februari 2008 |
| Egypte                       | Disney Channel Middle-Eastern       | 29 februari 2008 |
| Jordanië                     | Disney Channel Middle-Eastern       | 29 februari 2008 |
| Koeweit                      | Disney Channel Middle-Eastern       | 29 februari 2008 |
| Libanon                      | Disney Channel Middle-Eastern       | 29 februari 2008 |
| Saoedi-Arabië                | Disney Channel Middle-Eastern       | 29 februari 2008 |
| Verenigde Arabische Emiraten | Disney Channel Middle-Eastern       | 29 februari 2008 |
| Denemarken                   | Disney Channel Scandinavië          | 29 februari 2008 |
| Finland                      | Disney Channel Scandinavië          | 29 februari 2008 |
| Noorwegen                    | Disney Channel Scandinavië          | 29 februari 2008 |
| Zweden                       | Disney Channel Scandinavië          | 29 februari 2008 |
| Hongkong                     | Disney Channel Asia                 | 9 maart 2008     |
| Indonesië                    | Disney Channel Asia                 | 9 maart 2008     |
| Maleisië                     | Disney Channel Asia                 | 9 maart 2008     |
| Filipijnen                   | Disney Channel Asia                 | 9 maart 2008     |
| Singapore                    | Disney Channel Asia                 | 9 maart 2008     |
| Zuid-Korea                   | Disney Channel Asia                 | 9 maart 2008     |
| Thailand                     | Disney Channel Asia                 | 9 maart 2008     |
| Vietnam                      | Disney Channel Asia                 | 9 maart 2008     |
| Brazilië                     | Disney Channel Brazilia             | 11 april 2008    |
| Dominicaanse Republiek       | Latin Disney                        | 14 april 2008    |
| Mexico                       | Latin Disney                        | 14 april 2008    |
| Argentinië                   | Latin Disney                        | 11 april 2008    |
| Bolivia                      | Latin Disney                        | 11 april 2008    |
| Chili                        | Latin Disney                        | 11 april 2008    |
| Peru                         | Latin Disney                        | 11 april 2008    |
| Uruguay                      | Latin Disney                        | 11 april 2008    |
| Venezuela                    | Latin Disney                        | 11 april 2008    |
| Taiwan                       | Disney Channel Taiwan               | 28 maart 2008    |
| Japan                        | Disney Channel Japan                | 18 april 2008    |
| Bangladesh                   | Disney Channel India                | 5 mei 2008       |
| India                        | Disney Channel India                | 5 mei 2008       |

## Nederlandse stemmen
- Alex Russo - Bettina Holwerda
- Justin Russo - Paul Boereboom
- Max Russo - Boyan van der Heijden
- Mr Laritate - Lucas Dietens
- Harper - Kirsten Fennis
- Jerry - Robin Rienstra
- Theresa - Kiki Koster
- Zeke - Sander van der Poel
- Gigi - Nine Meijer
- Dean Moriarty - Levi van Kempen
- Mason Greyback - Jeffrey Italiaander
- Juliet van Heusen - Fleur van de Water
- Ronald Langcape de vierde - Daan Loenen
- Hoofdmeester Kruimel - Hero Muller
- Giel Gantisch - Mitchell van den Dungen Bille, seizoen 1 en 2 - Joey Schalker, seizoen 4
- overige stemmen: Victor van Swaay, Walter Crommelin, Leo Richardson, Timo Bakker, Rob van de Meeberg, Paula Majoor, Jannemien Cnossen, Huub Dikstaal, Daan Loenen